# ダミー戦車

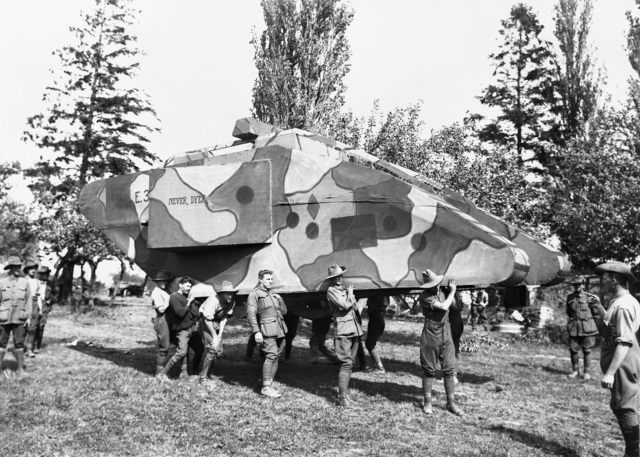
第一次世界大戦中、ダミーのマーク V 戦車を運ぶオーストラリア兵士達。1918年9月。

ダミー戦車は通常、木製または膨張式の一種のデコイであり、敵軍に実際の戦車と誤認させたり、あるいは訓練に用いることを目的とする。第一次世界大戦中に戦車が導入された後、ダミー戦車もすぐに出現したが、第二次世界大戦中ほどは広く使用されていない。

## 第一次世界大戦
第一次世界大戦中、連合軍はイギリスのマーク I 戦車を模したダミーを使うようになった。こうしたものは木製のフレーム構造を黄麻布で覆って組立てられていた。走行装置は機能しないため、いくつかには下部に隠された車輪が付けられ、配置場所から場所へと2匹の馬で牽引された。
ドイツ軍が実際に投入した本物の戦車は少数だったが、連合軍戦車に偽装したダミー戦車はドイツ側でも製造したことが判明している。彼らはこれを軍事的な欺瞞に使うよりもむしろ、訓練目的で使用した可能性がある。

## 第二次世界大戦

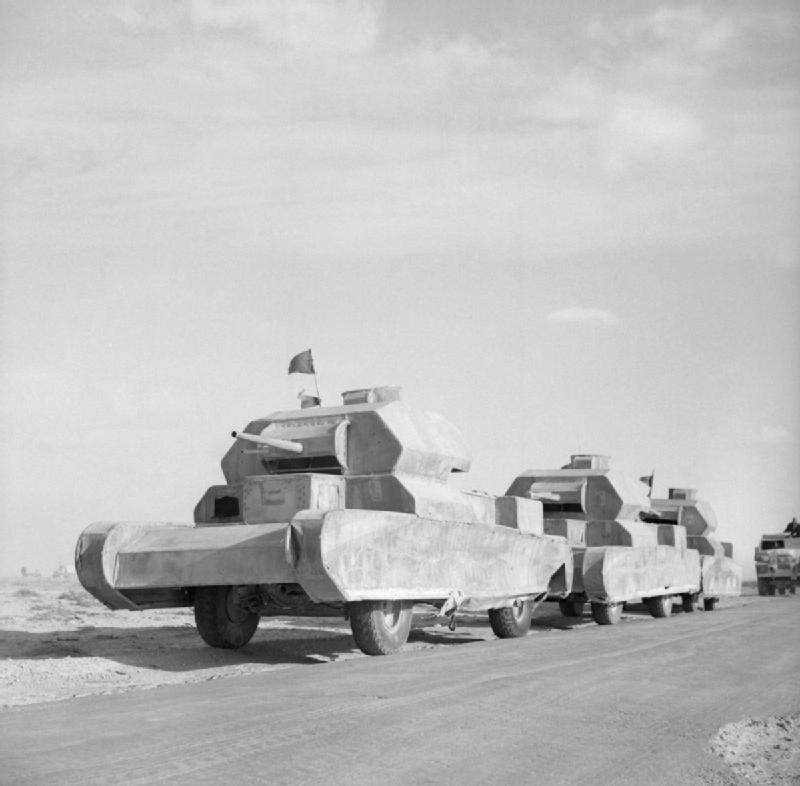
トラックの上に載せられたイギリス軍のダミー戦車。ナイル川西岸砂漠の前線地帯へ行く途中。1942年2月13日。

第二次世界大戦中には枢軸・連合双方にダミー戦車の大量投入が見られた。戦争開始前のドイツ軍では訓練用途に擬製戦車を用いている。欺瞞作戦に用いるものはイギリス軍が着手しており、これらをスプーフス（インチキの意）と呼んでいた。
第二次世界大戦中、ダミー戦車の最初期の使用例の一つに北アフリカ戦線が挙げられる。駐屯するイギリス軍工兵部隊は1日に2両の率でダミー戦車を組立てた。1941年4月から5月にかけて、彼らはダミーによる王立戦車連隊3個を作り出すことができ、同年11月にはもう1個を作り出した。これらは折り畳みが可能で、携行することができた。また王立工兵たちはこうした機材をさらに改良した。ジープはスプーフスをもっと本物らしくすることができた。鋼製のフレームをキャンバスで覆い、ジープの上に搭載し、自走式のダミー戦車としたのである。ジープは戦車の騒音や挙動を本物らしく真似ることはできなかったが、ダミー戦車を高速で展開させることはできた。同時に、逆に本物の戦車を自走ダミーのように見せかけることも行なわれた。さらには偽の履帯跡を作り出し、また本物の履帯跡を消す装置も使われた。

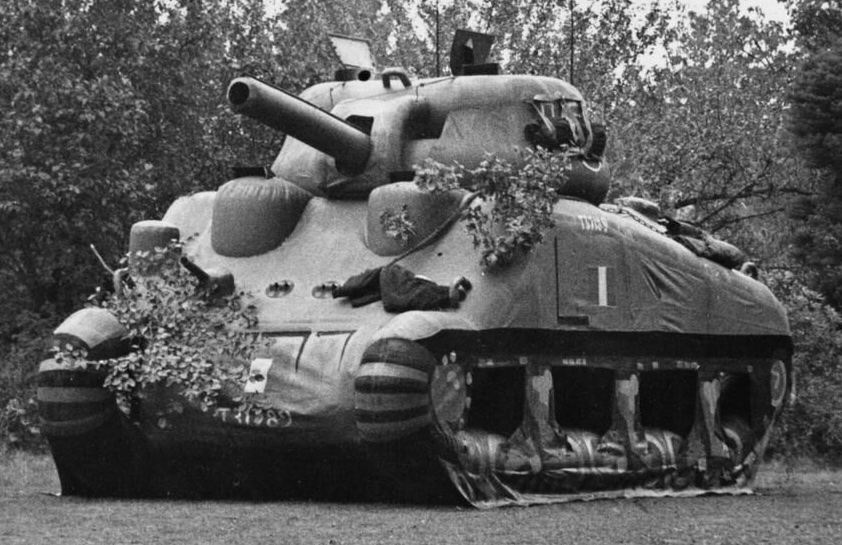
膨張可能なダミー戦車の一種。M4シャーマンをモデルとしている。

膨張可能なダミーは、与圧式のラバーチューブを張り巡らせ、これに支持される布覆いによって組立てられている。ラバーチューブは気圧式の骨組みの一種となっている。こうしたものは普通、戦場での使用が好まれた。ただしこれらは事故や砲撃ですぐパンクする傾向があった。1944年9月のある作戦で、イギリス軍は148個の膨張ダミー戦車を前線付近に展開し、半数近くがドイツ軍の迫撃砲と砲兵射撃により撃破された。また、連合軍による目標に届かなかった爆撃によっても壊された。
ダミー戦車は、ノルマンディー上陸作戦に先立って行なわれたフォーティテュード作戦にも投入された。この作戦中、ダミー戦車は二つの点でドイツ側の情報収集を混乱させるために使われた。第一は連合軍は実情より大量の戦車を保有していると思わせること、また第二には、上陸作戦がノルマンディーよりパ・ド・カレーで実施されるように思わせるため、連合軍戦車の配置状況の重要性を隠蔽し、軽視させること。しかし、偽装車輌は欺瞞作戦全体においてごく一部の役割しか果たせなかった。戦争のこの段階では、ドイツ軍は偵察機をイギリス上空に飛ばすことができず、こうした努力は無駄に終わった。ダミーの上陸用舟艇がイギリス東部および南東部の港に配置され、これらはドイツ側によって偵察される可能性があった。しかし、フォーティテュード作戦の偽装の実施には、主に二重スパイと偽の無線通信が用いられた。

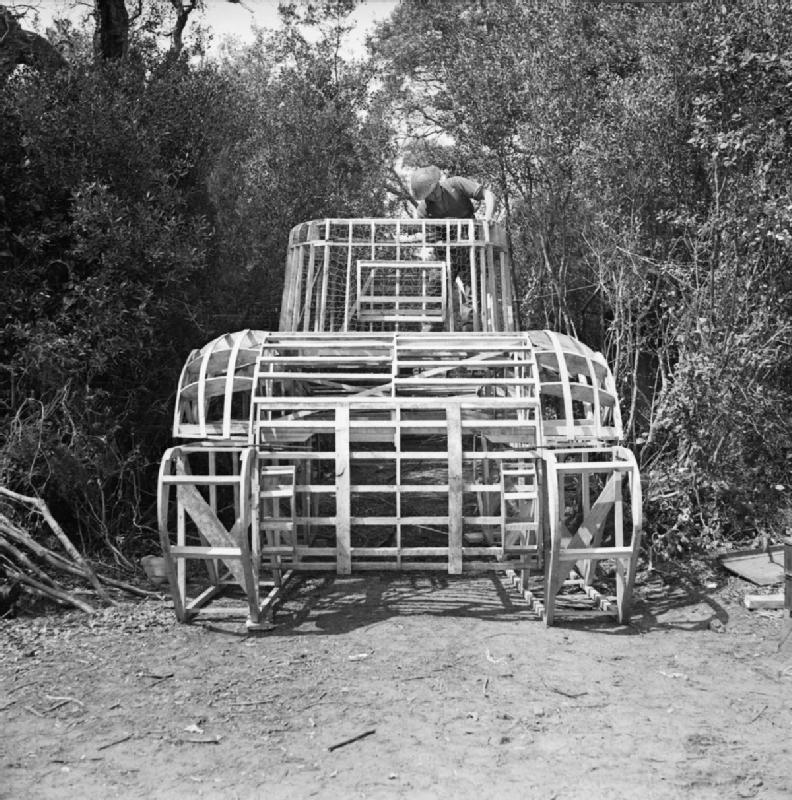
アンツィオの橋頭堡で、イギリス軍工兵により組立て中の擬製シャーマン戦車。1944年4月29日。

イタリアのアンツィオで行なわれたシングル作戦中、本物の戦車がどこか別の場所で使われている時には、膨張式のシャーマン戦車が使われた。太平洋の戦場では日本軍もデコイを用いた。硫黄島の戦いの最中に1例が記録されている。1両の戦車がアメリカの歩兵連隊によって包囲され、砲兵の射撃下にあった。彼らはこれが本物でないことを突き止めたが、これは主に火山灰を刻んで作った彫刻だった。
赤軍では、自軍の見せかけの兵力を増強するためと、自軍の本当の行動を隠蔽するためにダミー戦車を使用した。

## 現代

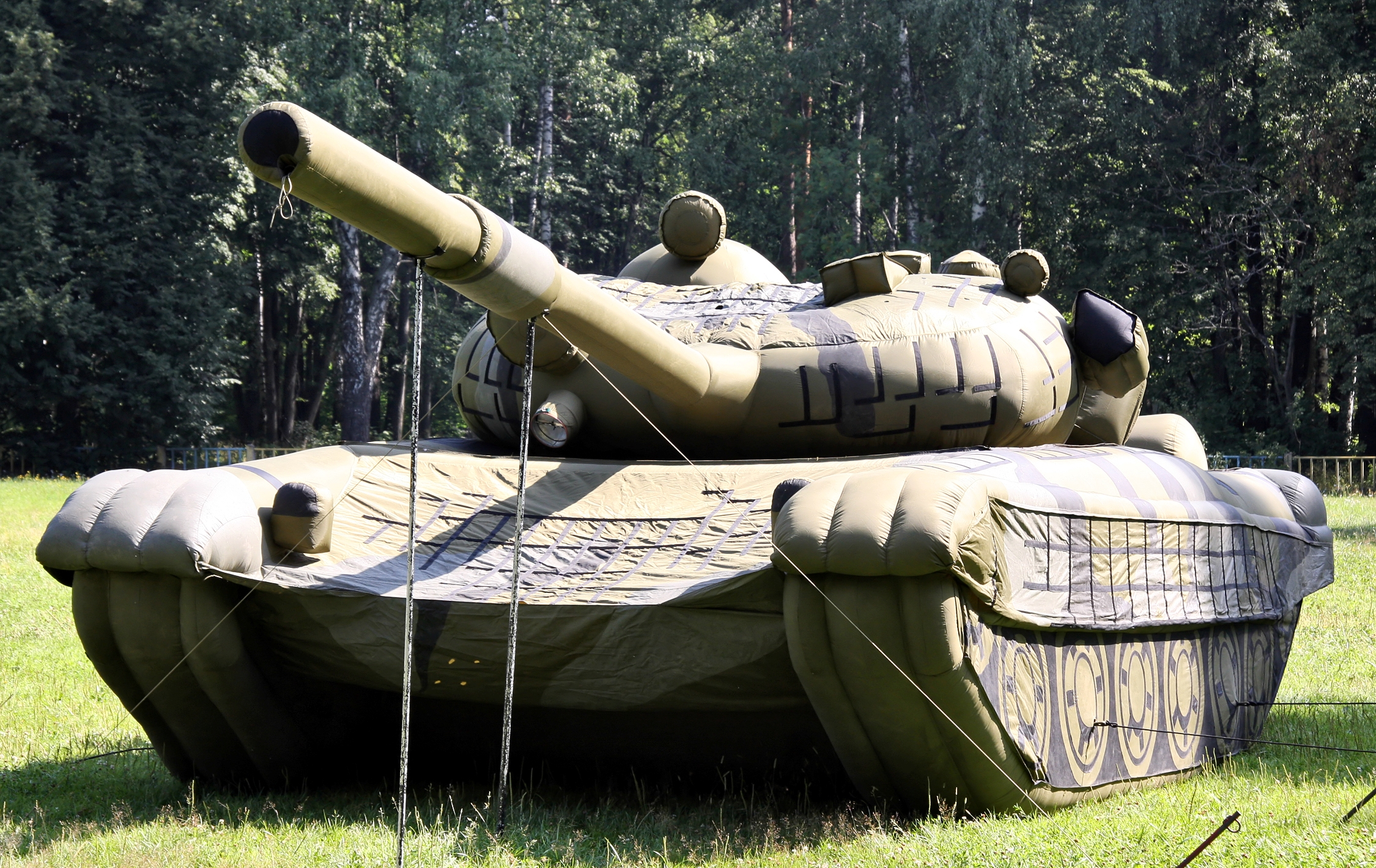
膨張式のT-72のモックアップ。

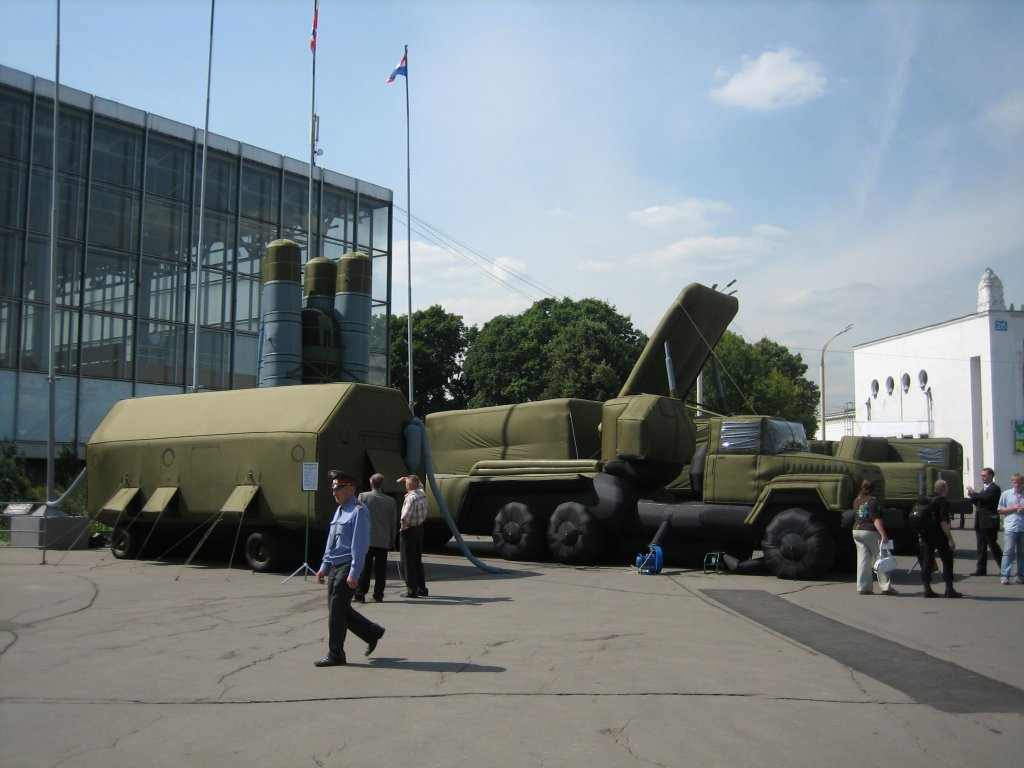
S-300のダミー

コソボ紛争中、コソボのユーゴスラビア陸軍は定期的にダミー戦車を配置した。これはNATO軍を欺き、実際の撃破数より遥かに大量の、本物の戦車を撃破したと考えさせた。
アメリカ陸軍では近代的なダミー戦車を開発していた。これはM1エイブラムスを模したものだが、単に外面だけではなく、赤外線感知装置に実際に表示されるよう、発生する熱の特徴も再現している。こうしたデコイの一種には、敵軍から砲撃を受けてもなお使用可能なように見せかけることで、1時間以上敵の行動を遅延させ、敵軍にデコイを破壊するよう強制させるものがある。本物のM1戦車が435万USドルかかるのと比較すれば、こうしたM1のデコイの費用はわずか3,300ドルである。デコイは実用的でもある。解体した際には重量がわずか50ポンド（約22.6kg）で、ダッフルバッグとおよそ同サイズになる。発電機はだいたい12インチのテレビほどのサイズで、デコイの膨張を補助し、兵員2名が数分でデコイを配置できる。時折、本物の戦車は、必要な時に用いるためのダミー戦車を車上に携行する。
モースルへの攻撃の間、ISILは、空爆を惑わすために様々な車輌の木製モックアップを作って使用した。
戦車だけでなく高価値車両のダミーも存在する。例として地対空ミサイルシステムのS-300には、システムを構成する各車両のシルエットを模した膨脹式のダミーが用意されている。